# Горчаков, Константин Александрович
Светлейший князь Константи́н Алекса́ндрович Горчако́в (17 февраля (1 марта) 1841, Санкт-Петербург — 20 апреля 1926, Париж) — киевский вице-губернатор (1877—1878), шталмейстер, тайный советник из рода Горчаковых.

## Биография
Родился в Санкт-Петербурге 17 февраля (1 марта) 1841 года, сын и наследник государственного канцлера Александра Михайловича Горчакова, владелец пышного дома № 17 на Большой Монетной, а также земель в Полтавской губернии.

Учился на юридическом факультете Санкт-Петербургского университета. Вступил в службу в 1863 году. В следующем году был пожалован придворным званием камер-юнкера. Состоял причисленным к Министерству внутренних дел. В 1872 году был пожалован придворным званием «в должности шталмейстера». С 29 апреля 1877 года по 1 ноября 1878 года был киевским вице-губернатором. В 1905 году был пожалован чином шталмейстера. По отзыву С. Витте, князь Горчаков был:
замечательно красив и до последнего времени обращал на себя внимание своей наружностью, но в то же время он был человеком в высокой степени антипатичным. При положении и громадном состоянии, он мог бы быть вполне независимым, но в натуре у него было подлизываться к сильным и власть имущим людям.
Светлейший князь владел недвижимостью в Одессе, в частности на Молдаванке (дом № 15 по улице Степовой). Ему принадлежала винодельня Архадерессе в 10 км от Судака. Это хозяйство производило преимущественно церковные вина (кагоры), за которые Горчаков неоднократно получал дипломы и медали на выставках.
После Октябрьской революции в эмиграции во Франции. Скончался в 1926 году в Париже. Похоронен на кладбище Батиньоль.

## Семья

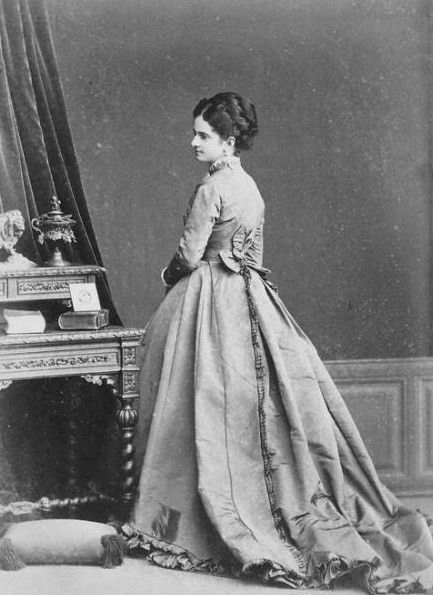
Мария Михайловна Горчакова

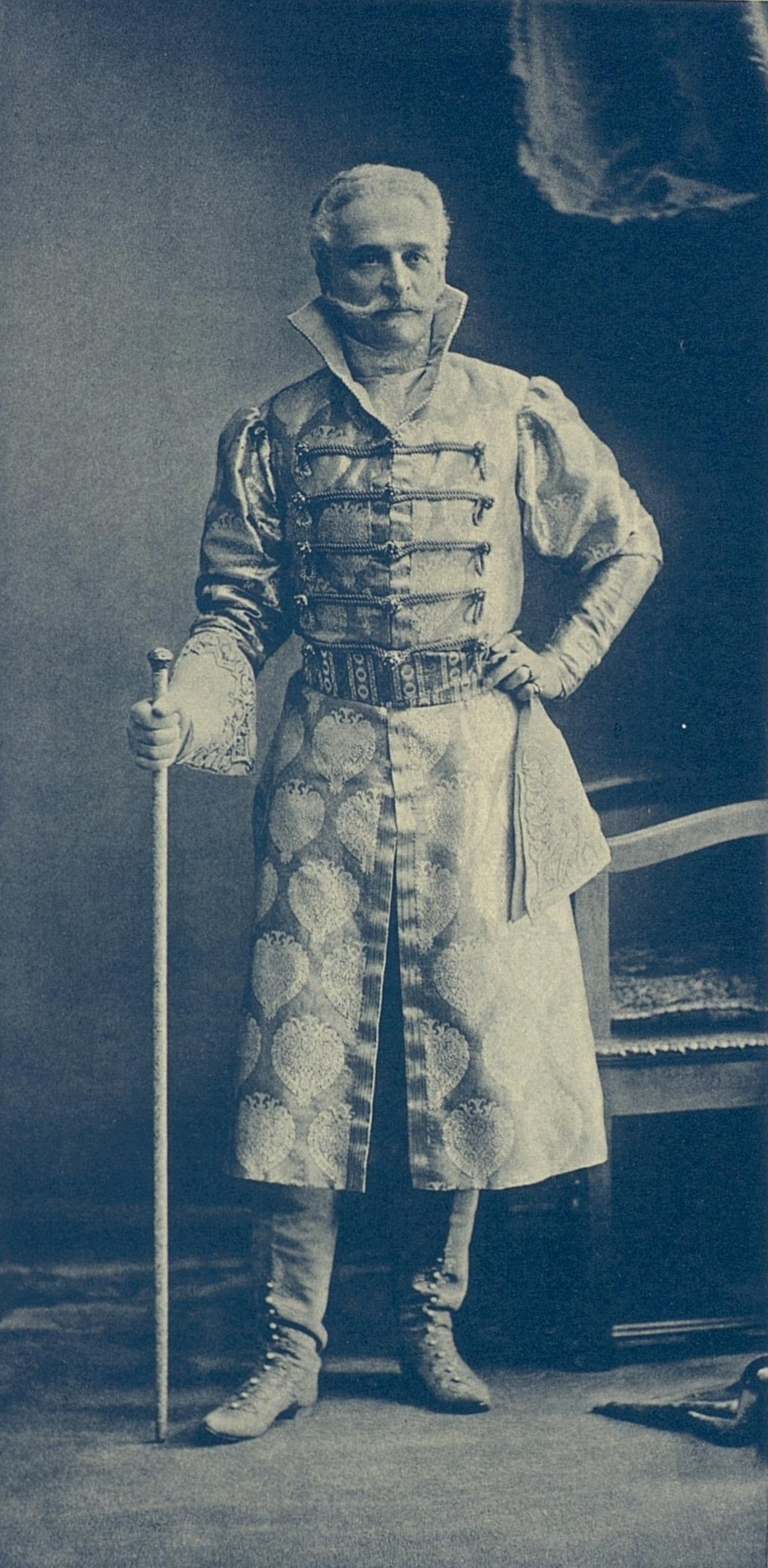
Константин Горчаков в должности шталмейстера (в костюме боярина времен царя Алексея Михайловича)

Жена (с 7 апреля 1868 года) — княжна Мария Михайловна Стурдза (1849—21.02.1905), дочь молдавского господаря Михаила Стурдзы от его брака со Смарандой Вогориде. По словам современницы, в 17 лет княжна Стурдза была очень недурной девушкой, несмотря на «умышленное уродование её матерью», которая якобы терпеть её не могла и очень притесняла. Брак её, заключенный в Париже, не был счастливым. В 1886 году деятельная княгиня Горчакова затеяла развод и добилась его через свои фанариотские связи. При этом за разводной грамотой она обратилась напрямую к константинопольскому патриарху Иоакиму IV, что Священный Синод счёл вмешательством в свои дела. Хотя К. П. Победоносцев отправил в Стамбул ноту протеста, развод был дан. Получив долгожданную свободу, Мария Михайловна проживала в Париже или на своей вилле в Сорренто, где принимала многих высокопоставленных гостей и дипломатов. Скончалась от туберкулеза в Монте-Карло, похоронена в Баден-Бадене. Дети:
- Мария (03.07.1871[7]—1924), фрейлина двора (01.04.1890); первый муж — князь Алексей Александрович Кудашев[8] (1861—1901); второй муж — публицист правого толка Александр Николаевич Брянчанинов (1874—1960). После революции уехала с дочерьми во Францию. Одна из них, Мария (в замужестве княгиня Путятина; 1901-1969), овдовев, приняла постриг с именем Серафима. В 1966 году она приезжала в Москву, где была возведена патриархом Алексием I в сан игуменьи[9].
- Елена (1873—1948), фрейлина двора (01.01.1893), в 1901 году в Риме венчалась с дипломатом Василием Васильевичем Солдатёнковым (1879—1944). Он увлекался спортом, тратил огромные средства на автомобили и один из них назвал «Лина» в честь красавицы Лины Кавальери, которую ранее покорил. «Женщины сходили по нему с ума, — вспоминал Ф. Ф. Юсупов, — он был умный, спортивный, обаятельный». Брак не был удачным и в 1913 году закончился разводом.
- Александр (1875—1916), ротмистр, переяславский уездный предводитель дворянства. Скончался в Петрограде от ран, полученных на фронте Первой мировой войны.
- Борис (01.06.1879, Карлсруэ — 10.11.1900), умер в Гардоне от туберкулеза.
- Михаил (1880—1961), камер-юнкер, монархический деятель эмиграции, коллекционер; женат (с 24 ноября 1907 года; Париж)[10] на графине Наталье Стенбок (1880—1939?), разведённой жене П. М. Стенбока и дочери миллионера П. И. Харитоненко, наследнице усадьбы Натальевка.

- Орден Святой Анны 2-й ст.
- Орден Святого Владимира 3-й ст. (1890)

Иностранные:
- португальский Орден Непорочного зачатия, кавалерский крест (1865)
- саксен-кобург-готский Орден Эрнестинского дома, командорский крест 1 класса
- прусский Орден Короны 3-й ст. (1873)
- австрийский Орден Франца-Иосифа, командорский крест 2-й ст. со звездою (1874)